# Orionothemis felixorioni
Orionothemis felixorioni is een libellensoort uit de familie van de korenbouten (Libellulidae), onderorde echte libellen (Anisoptera).
De wetenschappelijke naam Orionothemis felixorioni is voor het eerst geldig gepubliceerd in 2009 door Fleck, Hamada & Carvalho.